# Cybella deharvengi
Espèce
Cybella deharvengi est une espèce de pseudoscorpions de la famille des Feaellidae.

## Distribution
Cette espèce est endémique de la province de Kiên Giang au Viêt Nam. Elle se rencontre vers Kiên Lương.

## Description
Le mâle holotype mesure 1,8 mm.

## Étymologie
Cette espèce est nommée en l'honneur de Louis Deharveng.

## Publication originale
- Judson, 2017 : A new subfamily of Feaellidae (Arachnida, Chelonethi, Feaelloidea) from Southeast Asia. Zootaxa, no 4258(1), p. 1-33.